# شهرستان نوروزیم
شهرستان نوروزیم (به قزاقی: Наурызым ауданы، ناۋرىزىم اۋدانى) یک شهرستان در قزاقستان است که در استان قوستانای واقع شده‌است. شهرستان نوروزیم ۱۲۶۰۴ نفر جمعیت دارد.